# Episodi di 4400 (prima stagione)
La prima stagione della serie televisiva 4400 è andata in onda negli Stati Uniti sul canale USA Network dall'11 luglio all'8 agosto 2004.
In Italia è andata in onda in chiaro in due serate il 27 febbraio e 28 febbraio 2006 in contemporanea al Festival di San Remo; è stata poi trasmessa in Pay TV sul canale Fox dal 12 aprile 2006.
| nº | Titolo originale                 | Titolo italiano                   | Prima TV USA   | Prima TV Italia  |
| -- | -------------------------------- | --------------------------------- | -------------- | ---------------- |
| 1  | Pilot: Part 1 e 2                | 4400: 1 e 2 parte                 | 11 luglio 2004 | 27 febbraio 2006 |
| 2  | Pilot: Part 1 e 2                | 4400: 1 e 2 parte                 | 11 luglio 2004 | 27 febbraio 2006 |
| 3  | The New & Improved Carl Morrisey | Il nuovo e migliore Carl Morrisey | 18 luglio 2004 | 27 febbraio 2006 |
| 4  | Becoming                         | Divenire                          | 25 luglio 2004 | 28 febbraio 2006 |
| 5  | Trial by Fire                    | La prova del fuoco                | 1º agosto 2004 | 28 febbraio 2006 |
| 6  | White Light                      | La luce bianca                    | 8 agosto 2004  | 28 febbraio 2006 |

## 4400
- Titolo originale: Pilot
- Diretto da: Yves Simeneau
- Scritto da: Scott Peters e Renè Echevarria

### Trama
Una sfera di luce, inizialmente scambiata per una cometa, colpisce la Terra. Svanita la sfera, sulla riva di un lago, al suo posto vi sono 4400 individui scomparsi misteriosamente in precedenza e non invecchiati di un giorno. Apparentemente i "ritornati" sono coloro che nell'ultimo secolo erano stati considerati "rapiti" dagli alieni.
Questi vengono prima messi in quarantena poi vengono rimessi in libertà, e reintegrati nella società (era loro diritto). Questi 4400 scoprono di avere poteri paranormali come la telecinesi o la preveggenza.
Per studiare il fenomeno viene istituita l'NTAC (National Threat Assessment Command), una nuova divisione dell'Agenzia di Sicurezza Nazionale (NSA) capeggiata da Tom Baldwin e poi da Diana Skouris.
- Guest star: Andrew Airlie (Brian Moore), Chilton Crane (Susan Baldwin),  Lori Ann Triolo (Linda Baldwin), Conchita Campbell (Maia Rutledge).

## Il nuovo e migliore Carl Morrisey
- Titolo originale: The New & Improved Carl Morrisey
- Diretto da: Helen Shaver
- Scritto da: Ira Steven Behr

### Trama
Tom e Diana indagano su un 4400 che usa i suoi poteri per diventare il vigilante del suo parco.
- Guest star: Andrew Airlie (Brian Moore), Lori Ann Triolo (Linda Baldwin), Richard Kahan (Marco Pacella), Conchita Campbell (Maia Rutledge)

## Divenire
- Titolo originale: Becoming
- Diretto da: David Straiton
- Scritto da: Craig Sweeny

### Trama
Tom e Diana indagano su Oliver Knox, un 4400 sospettato di essere un serial killer.
- Guest star: Richard Kahan (Marco Pacella), Lori Ann Triolo (Linda Baldwin), Billy Campbell (Jordan Collier), Conchita Campbell (Maia Rutledge)

## La prova del fuoco
- Titolo originale: Trial by Fire
- Diretto da: Nick Gomez
- Scritto da: Robert Hewitt Wolfe

### Trama
Il NTAC sventa un attentato contro i 4400.
- Guest star: Billy Campbell (Jordan Collier), Lori Ann Triolo (Linda Baldwin), Conchita Campbell (Maia Rutledge)

## La luce bianca
- Titolo originale: White Light
- Diretto da: Tim Hunter
- Scritto da: Scott Peters

### Trama
Diana aiuta Tom a liberare Kyle che conduce loro alla scoperta della verità riguardo ai 4400. Alla fine si scopre che a rapire i 4400 sono stati degli uomini provenienti dal futuro, che li hanno dotati di poteri per migliorare il presente e per impedire l'estinzione della razza umana.
- Guest star: Billy Campbell (Jordan Collier), Richard Kahan (Marco Pacella), Lori Ann Triolo (Linda Baldwin), Conchita Campbell (Maia Rutledge), Chilton Crane (Susan Baldwin), Ingrid Torrance (Claire)